# Muscat de Hambourg

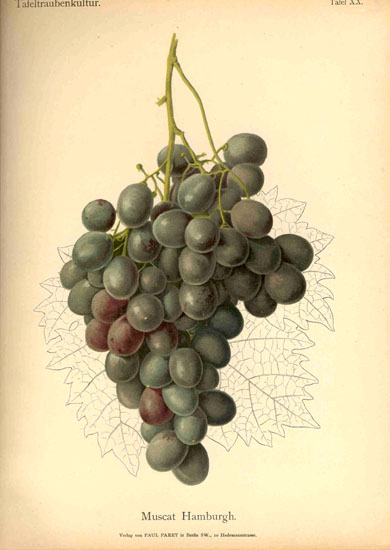
Muscat Hamburgh aus Rudolf Goethe, Handbuch der Tafeltraubenkultur

Die Rotweinsorte Muscat de Hambourg ist eine Kreuzung zwischen Muscat d’Alexandrie und Schiava Grossa (Trollinger, in der Literatur auch oft Frankenthal genannt). Warum die Sorte den Namen der Stadt Hamburg trägt, ist unbekannt. Sicher ist, dass sie ab 1836 in Hamburg unter Glas gezogen wurde und von dort 1860 ihren Siegeszug nach England antrat.
Die Traube wird in großen Mengen als Tafeltraube in Treibhäusern angebaut. Die ertragreiche Sorte mit glänzenden, dunkelblau bis schwarzen und großen Beeren mit typischem angenehmen Muskat-Geschmack wird praktisch auf der ganzen Welt gezogen. Weltweit waren etwa 7.700 ha (1999 ca. 20.000 Hektar) Rebfläche mit der Sorte Muscat de Hambourg bestockt. Versuche zur Erzeugung von Qualitätsweinen sind zumeist gescheitert. Gewisse Schaumweine nähern sich der Qualität eines Asti Spumante. In Deutschland werden die Weine unter dem Namen Muskat-Trollinger vermarktet.
Dagegen gilt die Herstellung von Traubensaft aus dieser Sorte als erfolgreich.

## Wichtige Anbauländer
Die zehn wichtigsten Anbauländer hatten zusammen 99,1 % der weltweiten Anbaufläche für diese Rebsorte.

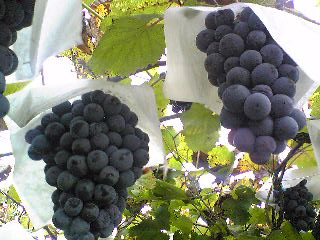
Trauben der Rebsorte, die kurz vor der Ernte mit Papier gegen Vogelfrass und Sonnenbrand geschützt werden.

| Land               | Rebfläche ha |
| ------------------ | ------------ |
| Gesamtfläche 2016  | 7.681        |
| Frankreich         | 2.325        |
| Griechenland       | 2.288        |
| Uruguay            | 1.267        |
| Serbien            | 624          |
| Nordmazedonien     | 350          |
| Moldau             | 254          |
| Russland           | 180          |
| Spanien            | 125          |
| Vereinigte Staaten | 113          |
| Deutschland        | 86           |

## Synonyme
Die Rebsorte ist auch unter der folgenden 98 Synonymen bekannt: Aleatico, Black Hamburg (USA), Black Muscat, Black Muscat of Alexandria, Black Muskat, Black of Alexandria, Ceuro, Chasselas Muscat Golden Hamburg, Esperione, Fekete Muskotaly, Gamburg, Gulabi, Hambourg Musque, Hamburg Misketi, Hamburg Musque, Hamburg's Muscat, Hamburger, Hamburgi Muskotaly, Hamburgii Muskotaly, Hamburgski Misket, Hamburgskii Misket, Hamburq Muskati, Hamburshi Muscat, Hamburski Muscat, Hamburski Muskat, Hampton Court Vine, Kekmuskotaly, Khamburgskii, Lampheare, Mai Gui San, Malaga Rouge, Mavro Moschato, Misket, Misket Hamburski, Misket Siyah, Moscate di Amburgo, Moscatel de Hambourgo, Moscatel de Hamburgo, Moscatel Negro, Moscatel Negro de Mesa, Moscatel Negro Gordo, Moscatel Nero, Moscatel Prato, Moscatel Romano, Moscatello Nero della Marmilla, Moscatellone Rosso, Moscato d’Amburgo, Moscato di Amburgo, Moscato Nero, Moschato Ambourgou, Moschato Amvourgou, Moschato Tyrnavou, Muscat Albertdient's, Muscat Cerni Alexandrisi, Muscat Cernii Aleksandriiskii, Muscat d’Hambourg, Muscat d’Hamburg, Muscat de Hambourg, Muscat de Hamburg, Muscat de Hamburgo, Muscat Gordo Encarnado, Muscat Hambourg, Muscat Hambro, Muscat Hamburg Crni, Muscat Noir de Hamburg, Muscat of Hamburg, Muskat de Hambourg, Muskat Gamburgskii, Muskat Gamburskii, Muskat Gamburskij, Muskat Hamburg, Muskat Hambursky, Muskat Trollinger, Muskateller Trollinger, Muskattrollinger, Myrodato, Myrodato Proimo, Oeillade Musquee, Red Muscat of Alexandria, Salamanna Rossa, Salisbury Violet, Siyah Misket, Snow’s, Snow’s Muscat Hamburg, Snow’s Muscat Hamburgh (Snow war einer der großen Erhaltungszüchter in England), Tamaîioasa Hamburg, Tamaîioasa Neagra, Tamaioza Nyagra, Tamaîioasa Hamburg, Tamaîioasa Neagra, Temyioasa Nyagra, Trollinger Muscateller Blau, Trollinger Muskat, Venn’s Seedling, Venn’s Seedling Black Muscat, Visparu Sihwarser, Zibibbo Nero, Zibibbo Nero Moscato.
Abstammung: Muscat d’Alexandrie × Schiava Grossa